# Iso Vasaluoma
Iso Vasaluoma och Pieni Vasaluoma, eller Vasaluomat är sjöar i Finland. De ligger i kommunen Kuusamo i landskapet Norra Österbotten, i den nordöstra delen av landet, 700 km norr om huvudstaden Helsingfors. Vasaluomat ligger 262,7 meter över havet. Arean är 41,6 hektar och strandlinjen är 3,1 kilometer lång. Sjön  ingår i Koundaälvens huvudavrinningsområde. 